# 嚴重身體傷害
嚴重身體傷害 （greivous bodily harm）是一項普通法罪行，是指蓄意或惡意向受害人加以嚴重身體傷害。基於人類身體完整性及普通法中「傷害」原則，在所有普通法國家中嚴重身體傷害都是極嚴重及必須對犯罪者實施監禁的罪行之一。以英國為例，惡意傷人（malicious wounding）和蓄意傷人（wounding with Intent）最高刑罰為五年及終身監禁。

## 定義
構成嚴重身體傷害的要素在不同普通法國家中略有不同，但一般都包括以下定義：

### 惡意傷人
行為：被告非法地（unlawfully）傷害受害人令其身體造成創傷（wound）或 對受害人加以嚴重身體傷害。
動機：被告預料到受害人會受到傷害。

### 蓄意傷人
行為：被告非法地（unlawfully）傷害受害人令其身體造成創傷 （wound）或導致受害人嚴重身體傷害。
動機：被告有意地（intended）導致受害人嚴重身體傷害或有意地抗拒（resist）或阻止 （prevent）任何人的合法逮捕（apprehension）或拘留（detention）。

## 惡意傷人 (malicious wounding)
又稱「加以嚴重身體傷害」。

### 成文法

#### 英國
1861年《侵害人身罪法案》（Offence Against the Person Act 1861）第20條：
Whosoever shall unlawfully and maliciously wound or inflict any grievous bodily harm upon any other person, either with or without any weapon or instrucment, shall be liable ... to imprisonment for a term not exceeding five years.
譯文如下：
| “ | 任何人，不論是否有使用任何武器或器具，非法地及惡意地令任何其他人身體造成創傷或對任何其他人加以嚴重身體傷害 ... 應被判以不多於五年監禁。 | ” |

### 罪行元素

#### 「非法」
- 被告的行為沒有合法的理由（lawful justification），如自衛（self-defence）

#### 「創傷」
- 創傷的定義為「對整個皮膚的持續性的破壞」（C v. Eisenhower [1984]）
- 僅僅皮膚表層的破壞並不足夠。創傷必須包括對表皮層和真皮層的破壞（R v. M'Longhlin [1838]）
- 內部血管的爆裂不算是創傷 （JCC (A Minor) v. Eusenhower [1984]）
- 皮膚內膜的破壞足以構成創傷，包括口腔內的創傷

#### 「嚴重身體傷害」（grievous bodily harm）
- 嚴重身體傷害，正如字面意思，即非常程度的身體損害（DPP v. Smith [1961]）
- 在考慮有關的傷害是否嚴重是，陪審員須考慮受害人整體的傷害（R v. Birmingham [2002]）。在 R v. Grundy [2003]中，法庭裁定受害人瘀傷遍佈全身是嚴重身體傷害的一種，然而假如瘀傷只是個別則被視為襲擊他人身體致其身體造成實際傷害中的實際傷害而已
- 在判斷有關的傷害是否極其嚴重時，陪審員須考慮有關的傷害對受害人而言的影響（R v. Bollam [2003]）
- 有關的傷害有否構成極大的痛楚並不重要（R v. Meachen [2009]）
- 嚴重身體傷害包括極其嚴重的精神傷害（R v. Burstow [1997]），但控方須證明有關的精神傷害是嚴重和醫學上認知的（R v. Chan-Fook [1994], per Hobhouse勳爵）

#### 「加以」
- 加以即導致（R v. Burstow [1997]）
- 「加以」不需要實際上涉及普通法中「普通襲擊」或「毆打」，控方只須證明被告的行為是主動的並「直接」導致嚴重的身體傷害
- Steyn 勳爵形容在過去普通法中「加以」需要包含對身體使用武力的要求是「荒誕的」，他指出縱然從字面上「加以」和「導致」不是同義詞，但它們的意義在法案起草的目的上一致的，因此兩者的解釋仍被視為相同
- 因此，被告人對受害人作出騷擾對受害人的精神「造成」傷害能被視為「加以」

#### 「動機的元素」
- 控方必須證明被告有意或預料到（Cunningham Reckless）他會導致某種傷害，不論傷害是否嚴重或輕微（DPP v. Parmeter）
- 被告有否預料到會造成嚴重身體傷害並不重要
- 被告只需預料損害有可能出現，被告有否相信他會導致損害並不重要（DPP v. A）
- 預料的傷害是否事實上出現的傷害並不重要

## 蓄意傷人（wounding with Intent）
蓄意傷人是嚴重身體傷害中最嚴重的。

### 成文法

#### 英國
1861年《侵害人身罪法案》第18條：
Whosoever shall unlawfully and maliciously by any reasons whatsoever wound or cause any grievous bodily harm to any person ... with intent ... to do some grievous bodily harm to any person, or with intention to resist or prevent the lawful apprehension or detainer of any person, shall be guilty of an offence and being convicted thereof shall be liable, ... to imprisonment for life.
譯文如下：
| “ | 任何人，不論任何理由，非法地及惡意地令任何人身體造成創傷或對導致任何人嚴重身體傷害 ... 有意圖地造成任何人嚴重身體傷害或有意圖地抗拒或妨礙任何人的合法拘捕或拘留，應被判以終身監禁。 | ” |

### 罪行元素
「動機的要素」
- 控方只須證明被告有意圖地造成嚴重身體傷害

- 關於意圖的檢驗，法庭應引導陪審團採納Woolin（R v. Woolin）檢驗公式，即陪審團應首先考慮造成嚴重身體傷害是否被告的目的（如是，被告有意圖；如不是，考慮第二個問題），和會造成嚴重身體傷害是否正常情況下會出現的而被告亦相信是（如是，陪審團可作認為被告是有意圖的決定；如不是，被告沒有意圖）
- 假如控罪是基於被告有意圖構成嚴重身體傷害，單單證明被告有意圖構成創傷並不足夠，控方必須證明被告有意圖構成嚴重身體傷害
- 假如控罪基於被告抗拒或妨礙合法拘捕或拘留，控方須證明被告是主觀坎寧安魯莽（cunningham Reckless）以令嚴重身體傷害發生並且被告有意圖抗拒或妨礙任何人的合法拘留或拘捕
- 被告認為有關的拘留或拘捕是非法或沒有法律依據的並不構成合理辯護
- 然而，控方必須證明有關的拘捕或拘留是合法的才可起訴被告
- 由於法案的第十八和第二十條有所出入，第十八條中對任何人造成嚴重身體傷害中的任何人（to any person）有可能包括被告本人。因此，假如被告有意圖地嚴重傷害自己的身體（例如：自殘）有可能構成蓄意傷人（Herring, 2014）。然而，這說法並未有任何的司法文件或案例援引，未能證實